# Guía canino
En el ámbito del adiestramiento canino, un guía canino es la persona que se encarga de entrenar a un perro para realizar tareas específicas, como guiar a personas con discapacidad visual, encontrar personas desaparecidas o detectar sustancias.

## Funciones
Las funciones del guía canino incluyen:
- Seleccionar al perro adecuado para la tarea a realizar.
- Proporcionar al perro una educación básica, como la obediencia y el control de la orina y las heces.
- Enseñar al perro las habilidades específicas necesarias para la tarea, como guiar a personas con discapacidad visual o detectar sustancias.
- Mantener al perro en buen estado de salud física y mental.

## Formación
La formación de los guías caninos suele durar entre uno y dos años. La formación incluye clases teóricas y prácticas, así como una experiencia práctica supervisada.

## Diferencias entre guía, adiestrador, entrenador y etólogo
Un guía canino, un adiestrador, un entrenador y un etólogo son profesionales que trabajan con perros, pero cada uno tiene un enfoque y objetivo específicos en su labor como lo siguiente:
1. Guía canino: Un guía canino es una persona que entrena y trabaja en estrecha colaboración con perros especialmente entrenados, como perros de servicio, perros de terapia o perros de búsqueda y rescate. Su función principal es dirigir y controlar al perro durante diversas tareas o situaciones para ayudar a las personas con discapacidades, enfermedades o en situaciones de emergencia. Los guías caninos también se encargan del cuidado y bienestar de los perros a su cargo.
2. Adiestrador: Un adiestrador canino se dedica a enseñar a los perros a comportarse de manera adecuada y obedecer comandos específicos. Su objetivo es modificar el comportamiento del perro para que se ajuste a las normas y expectativas de su dueño o sociedad. Los adiestradores utilizan técnicas de refuerzo positivo, castigo negativo o una combinación de ambos para lograr resultados deseados. Su enfoque se centra en la educación y el entrenamiento básico de obediencia.
3. Entrenador: Un entrenador canino se especializa en preparar a los perros para competiciones deportivas o actividades específicas, como el agility, el rastreo, el pastoreo, entre otros. Su objetivo principal es desarrollar las habilidades y capacidades del perro para que pueda desempeñarse de manera óptima en su disciplina elegida. Los entrenadores trabajan en estrecha colaboración con los dueños de los perros para establecer metas y diseñar programas de entrenamiento personalizados.
4. Etólogo: Un etólogo canino es un experto en el estudio del comportamiento animal, especialmente en el caso de los perros. Su enfoque se centra en comprender y analizar el comportamiento natural de los perros, así como en investigar las causas y motivaciones detrás de ciertas conductas. Los etólogos caninos utilizan sus conocimientos para ayudar a resolver problemas de comportamiento, como la agresión, la ansiedad o el miedo, a través de técnicas de modificación del comportamiento y terapia.